# 沃爾科特鎮區 (明尼蘇達州賴斯縣)
沃爾科特鎮區（英語：Walcott Township）是位於美國明尼蘇達州賴斯縣的一個行政鎮區。

## 地方資料
沃爾科特鎮區的面積為85.39平方千米，當中陸地面積為85.33平方千米，而水域面積為0.06平方千米。根據2020年美國人口普查的數據，當地共有人口929人，而人口密度為每平方千米10.88人。